# Пилипченко, Дмитрий Алексеевич
Дмитрий Алексеевич Пилипченко (1.11.1906, Тараща — 31.7.1944, Долина) — стрелок 145-го гвардейского стрелкового полка 66-й гвардейской стрелковой дивизии 18-й армии 1-го Украинского фронта, гвардии красноармеец. Герой Советского Союза.

## Биография
Родился 1 ноября 1906 года в уездном городе Тараща Киевской губернии в крестьянской семье. Украинец. Беспартийный. Окончив школу, работал сапожником, затем инструктором-наставником в детском доме.
Как только были изгнаны гитлеровцы из Таращи, Д. А. Пилипченко вместе с другими своими земляками прибыл в райвоенкомат. Его зачислили в ряды защитников родной земли. Высокого роста, плечистый боец выделялся среди товарищей. Он умел находить выход в сложной обстановке боя, проявляя инициативу, увлекал других личным примером.
Отважно действовал гвардии рядовой Д. А. Пилипченко в составе стрелковой роты. За короткое время он обучил десятки молодых солдат мастерству ведения боя. Недавно прибывшие в роту солдаты чувствовали себя рядом с бывалым бойцом увереннее. Д. А. Пилипченко умел повлиять на своих сослуживцев и метким доходчивым словом.
Три месяца участвовал Д. А. Пилипченко в непрерывных боях с гитлеровцами, за это время прошагал в составе роты по Правобережью Украины, затем принимал активное участие в штурме вражеских оборонительных сооружений в Карпатах.
В одном из трудных боёв Д. А. Пилипченко в числе первых атакующих ворвался в траншеи противника. Меткими выстрелами из автомата он уложил расчёт вражеского станкового пулемёта, не дававшего нашим бойцам возможности развивать атаку. Увлекшись первым успехом и оторвавшись далеко от своих, Д. А. Пилипченко оказался в гуще окруживших его гитлеровцев. Они пытались захватить отважного воина живым.
Помня законы гвардии, не сдаваться врагу ни при каких обстоятельствах, мужественный воин залёг в ячейке окопа и отстреливался до последнего патрона. Оставалось ещё одно средство — четыре гранаты, приготовленные для броска. Подпуская ближе фашистов, Д. А. Пилипченко поражал их наверняка. Вокруг него легли трупы десятков врагов. Уже была брошена последняя граната. Казалось, гибели не избежать. И тут Д. А. Пилипченко услыхал дружные возгласы «Ура!». Это шли на выручку бойцы его роты.
Во время наступления на станцию Ворона Станиславской области, 25 июля 1944 года, станковый пулемёт противника не давал возможности нашим подразделениям продвигаться вперёд. Гвардии рядовой Д. А. Пилипченко подполз скрытно к станковому пулемёту и уничтожил его расчёт, дав возможность роте овладеть станцией Ворона. При этом смелый солдат Д. А. Пилипченко захватил и привёл в расположение роты двух пленных гитлеровцев.
27 июля 1944 года в ожесточённом бою за овладение шоссейной дорогой Красное — Долина наступающим бойцам встретился находившийся в засаде фашистский танк «тигр», который своим огнём прижал атакующих к земле. Отважный боец Д. А. Пилипченко незаметно подобрался к танку и связкой гранат подорвал его, а по разбегавшимся танкистам открыл меткий автоматный огонь. Возглавив подоспевших к нему бойцов своего взвода, Д. А. Пилипченко захватил два тяжёлых орудия, семь автомашин со снарядами.
31 июля 1944 года продолжался ожесточённый бой за населённый пункт Долина. В первых рядах находился гвардеец Дмитрий Алексеевич Пилипченко. Увлекая за собой бойцов роты, он попал под губительный огонь фашистов и погиб смертью храбрых. Похоронен в городе Долина.
Указом Президиума Верховного Совета СССР от 24 марта 1945 года за смелые и решительные действия в наступательных боях, в ходе которых уничтожен пулемётный расчёт, экипаж вражеского танка и захвачен танк гвардии рядовому Дмитрию Алексеевичу Пилипченко посмертно присвоено звание Героя Советского Союза.
Награждён орденом Ленина.
Имя Героя носят улица и школа в городе Долина. Имя Д. А. Пилипченко высечено на памятном знаке погибшим землякам в городе Тараща Киевской области.